# Christine Mackenzie
Christine Mackenzie est une bibliothécaire australienne, présidente de la Fédération internationale des associations et institutions de bibliothèques (IFLA) de 2019 à 2021. Mackenzie a été présidente-élue de 2017-2019 et membre du conseil d'administration de 2011 à 2013. Elle a travaillé dans le rapport sur les nouvelles tendances en bibliothèques (Trend Report).  
Mackenzie est diplômée d'une licence en arts, diplômée en tant que bibliothécaire, membre en 2008 et présidente 2003-2004 de l'Australian Library and Information Association (ALIA),, .  
Mackenzie est présidente de la Fédération Internationale des associations et institutions de bibliothèques  (IFLA) de 2019 à 2021, menant le domaine de la bibliothèque sous le thème "Travaillons ensemble" ,. Son mandat prend les résultats de projets comme la vision globale de l'IFLA où les bibliothécaires du monde entier ont créé une stratégie ascendante où l'un des points forts et des opportunités est lié à se concentrer sur nos communautés et à travailler plus en collaboration et à développer des partenariats solides . Elle a reçu sa présidence de Glòria Pérez-Salmeron à Athènes, à la 85e Conférence mondiale sur la bibliothèque et l'information  et dans son discours d'acceptation, elle a mentionné l'accès aux informations provenant des langues autochtones  et à restructurer le cadre stratégique de l'IFLA (2019-2024). 